# Rudolf Gamsjäger
Rudolf Gamsjäger (* 23. März 1909 in Wien; † 28. Januar 1985 ebenda) war ein österreichischer Musikmanager und Direktor der Wiener Staatsoper von 1972 bis 1976.

## Leben
Rudolf Gamsjäger arbeitete nach seinem Studium der Chemie und Mathematik in Wien als Textiltechniker. 1935–39 studierte er an der Staatsakademie Gesang.
Von 1945 bis 1972 leitete er als Generalsekretär die Gesellschaft der Musikfreunde in Wien. In seiner Ära konnte er große künstlerische und wirtschaftliche Erfolge verbuchen, u. a. engagierte er Herbert von Karajan.
Ab 1958 wurde er zum Intendant für die Wiener Festwochen bestellt. Bis 1968 war er auch Direktor der Jeunesse in Österreich.
Vom 1. September 1972 bis 31. August 1976 leitete er dann als Direktor die Wiener Staatsoper. Höhepunkte seines Wirkens waren die Premieren von Moses und Aron 1973 und Boris Godunow 1976.
Wegen der in Wien fast üblichen Intrigen gegen einen Staatsoperndirektor zog er sich nach Ablauf seiner Amtszeit aus dieser Position zurück. Rudolf Gamsjäger war eine Zeit lang mit Wilma Lipp verheiratet.
Gamsjäger war Freimaurer in Wien.
Er wurde auf dem Friedhof in Oslip beerdigt.

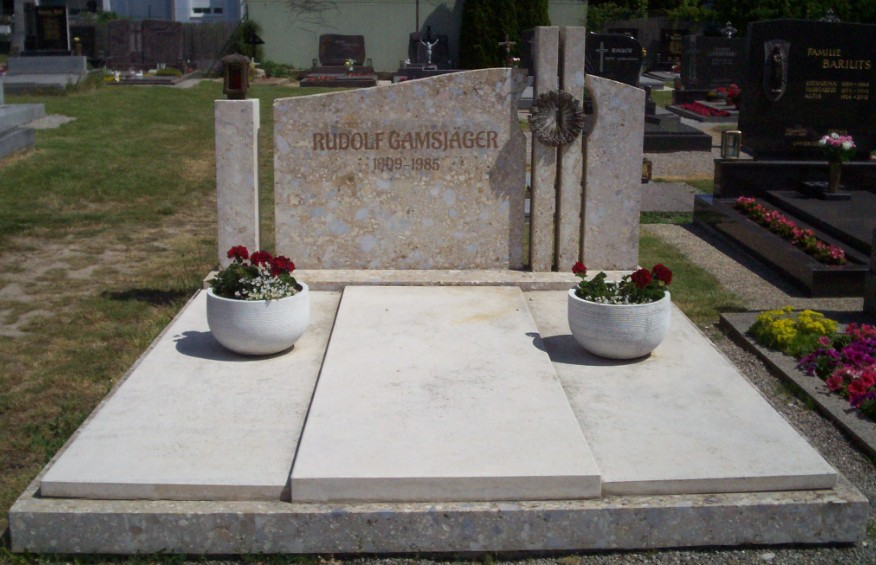
Grabstätte von Rudolf Gamsjäger

## Auszeichnungen
- 1961: Anton-Bruckner-Ring
- 1965: Großes Silbernes Ehrenzeichen für Verdienste um die Republik Österreich[2]
- 1969: Silbernes Ehrenzeichen für Verdienste um das Land Wien
- 1976: Ehrenmitgliedschaft der Wiener Staatsoper
- 1976: Ehrenring der Stadt Wien